# Киттель, Рудольф
Рудольф Киттель (нем. Rudolf Kittel; 28 марта 1853, Энинген-унтер-Ахальм, Вюртемберг — 20 октября 1929, Лейпциг) — гебраист и богослов, исследователь главным образом Ветхого Завета.
С 1888 профессор университета Бреслау (ныне Вроцлав, с 1898 — Лейпцигского, в 1914—1919 его ректор. В числе его известных учеников был М. Нот. 
Основной заслугой Киттеля считается подготовленное им научное издание древнееврейского текста Ветхого Завета (впервые — 1906), до сих пор известное под сокращением BHK (лат. Biblia Hebraica Ketteli); с подготовкой этого издания связана работа Киттеля «О необходимости и возможности нового издания еврейской Библии» («Ueber die Notwendigkeit und Möglichkeit einer neuen Ausgabe der hebr. Bibel», 1902). Среди исторических трудов Киттеля «История еврейского народа» («Geschichte der Hebräer», 1888—1892 и нем. «Geschichte des Volkes Israel», 1923), «Религия еврейского народа» («Die Religion des Volkes Israel», 1921), «Образы и мысли Израиля» («Gestalten und Gedanken in Israel», 1925) и др.